# Andra sikhkriget
Andra sikhkriget utspelades 1848-1849 mellan sikhiska riket och Brittiska Ostindiska Kompaniet. Det resulterade i underkastelsen av sikhiska riket och annekteringen av Punjab och vad som sedermera blev ostindiska kompaniets nordvästra gränsprovinsen.

## Historia
Sikhernas armé (khalsa) sökte snart efter första sikhkriget hämnas sitt nederlag, två brittiska officerare lönnmördades i garnisonsstaden Multan (1848), och detta blev signalen till en allmän folkresning mot britterna i hela Punjab. Det andra sikhkriget gav först britterna den blodiga pyrrhussegern vid slaget vid Chillianwala (13 januari 1849), men avslutades efter lord Goughs seger vid Gujrat (21 februari samma år) med Punjabs förvandling till en brittisk provins. 
Bröderna Henry och John Lawrence lyckades på förvånansvärt kort tid som styresmän över det nyförvärvade området där återställa lugn och ordning samt genom rättvis och upplyst förvaltning vinna befolkningens förtroende i så hög grad, att Punjabs lojalitet förblev orubblig under det hårda prov, för vilket den snart skulle utsättas under det stora sepoyupproret. Punjabs pacificering genomfördes under generalguvernören lord Dalhousie (1848-1856).